# داء اختزان الغليكوجين النمط الأول
داء اختزان الجليكوجين النمط الأول ( GSD I ) هو مرض وراثي يؤدي إلى عدم قدرة الكبد على تكسير الجليكوجين المخزن بشكل صحيح. هذا الخلل يعطل قدرة الكبد على تكسير الجليكوجين المخزن الضروري للحفاظ على مستويات السكر في الدم . ينقسم GSD I إلى نوعين رئيسيين ، GSD Ia و GSD Ib ، ويختلفان في السبب ، والعرض ، والعلاج. ينتج GSD Ia عن نقص في إنزيم الجلوكوز 6-فوسفاتاز ، بينما يتسبب GSD Ib في حدوث نقص في إنزيم الجلوكوز 6 فوسفات . نظرًا لأن تحلل الجليكوجين هي الآلية الأيضية الرئيسية التي يقوم الكبد من خلالها بإمداد الجسم بالجلوكوز خلال فترات الصيام ، فإن كلا النقصين يتسببان في انخفاض حاد في نسبة السكر في الدم ، ومع مرور الوقت ، يؤدي إلى زيادة تخزين الجليكوجين في الكبد (وفي بعض الحالات) في الكلى .
يصاب مرضى GSD I عادةً بتضخم الكبد من مرض الكبد الدهني غير الكحولي نتيجة لتراكم الجليكوجين.  وتكون وظائف الكبد والكلى الأخرى سليمة في البداية في GSD I ، ولكنها عرضة لمجموعة متنوعة من المشاكل الأخرى.  عدم اتخاذ علاج مناسب ، يؤدي GSD I إلى انخفاض مزمن في نسبة السكر في الدم ، مما قد يؤدي إلى اختلالات بما في ذلك المستويات الزائدة من حمض اللاكتيك وفرط شحميات الدم . التغذية المتكررة من نشا الذرة أو الكربوهيدرات الأخرى هي العلاج الرئيسي لجميع أشكال GSD I.
من خصائص GSD Ib أيضًا قلة العدلات المزمنة بسبب خلل في إنتاج العدلات في نخاع العظام. هذا العوز المناعي ، إذا لم يتم علاجه ، يجعل مرضى GSD Ib أكثر عرضة للعدوى.  العلاج الرئيسي لهذه الميزة من GSD Ib هو فيلغراستيم ؛ ومع ذلك ، لا يزال المرضى يحتاجون غالبًا إلى علاج للعدوى المتكررة ، ويعد تضخم الطحال المزمن من الآثار الجانبية الشائعة  غالبًا ما يصاب مرضى GSD Ib بمرض التهاب الأمعاء . 
وهو أكثر أمراض اختزان الجليكوجين شيوعًا. لدى GSD I حدوث ما يقرب من 1 من كل 100000 ولادة في السكان الأمريكيين ، وحوالي 1 من كل 20000 ولادة بين اليهود الأشكناز .  سُمي المرض على اسم الطبيب الألماني إدغار فون جيرك ، الذي وصفه لأول مرة في عام 1929.  
حدد البحث المبكر في GSD I العديد من المظاهر السريرية التي اعتقدت خطأً أنها سمات أساسية للاضطراب الجيني. ومع ذلك ، فقد كشف البحث المستمر أن هذه السمات السريرية هي نتائج واحدة فقط (في GSD Ia) أو اثنتين (في GSD Ib):
- ضعف في قدرة الكبد على تحويل الجليكوجين المخزن إلى جلوكوز من خلال تحلل الجليكوجين [8]
- في GSD Ib ، ضعف قدرة العدلات على امتصاص الجلوكوز ، مما يؤدي إلى خلل ونقص العدلات [9]

تؤدي هذه التشوهات الأساسية إلى ظهور عدد صغير من المظاهر السريرية الأولية ، وهي السمات التي يتم أخذها في عين الاعتبار عند تشخيص GSD I:
- انخفاض نسبة السكر في الدم (نقص السكر في الدم) ، بسبب ضعف تكسر الجليكوجين (تحلل الجليكوجين) مما يؤدي إلى عدم كفاية سكر الدم أثناء الصيام [10]
- تضخم الكبد لمرض الكبد الدهني غير الكحولي ، بسبب ضعف انحلال الجليكوجين مما يؤدي إلى تراكم الجليكوجين في الكبد [1]
- في GSD Ib ، زيادة خطر الإصابة ، بسبب قلة العدلات وخلل العدلات [2]

يصاب الأشخاص المصابون عادة بمظاهر سريرية ثانوية مرتبطة بواحد أو أكثر من المظاهر السريرية الأولية:
- ارتفاع مستويات حمض اليوريك في الدم وخطر الإصابة بالنقرس أو تلف الكلى الناجم عن انخفاض مستويات الأنسولين في الدم في حالة نقص السكر في الدم لفترات طويلة
- ارتفاع مستويات حمض اللاكتيك في الدم ، مما يؤدي في الحالات القصوى إلى الحماض اللبني الناجم عن نقص السكر في الدم لفترات طويلة [10]
- الأورام الغدية الكبدية التي تظهر في مرحلة البلوغ [11] وما يصاحبها من خطر الإصابة بفقر الدم ، [12] يشتبه في أن يكون سببها عدم انتظام جلوكوز الدم في وجود مرض الكبد الدهني اللاكحولي
- في GSD Ib ، مرض التهاب الأمعاء والمخاطر المصاحبة لفقر الدم ، الناجم عن ضعف العدلات بسبب زيادة تناول الكربوهيدرات اللازمة لمنع نقص السكر في الدم [2]

بالإضافة إلى ذلك ، هناك العديد من المظاهر السريرية التي تنتج غالبًا عن علاج المظاهر السريرية الأولية:
- تضخم البنكرياس ، بسبب زيادة تناول الكربوهيدرات مما يؤدي إلى تفاعل متكرر مع استجابة الأنسولين [13]
- في GSD Ib ، تضخم الطحال ، بسبب الاستخدام طويل الأمد لـ فيلغراستيم لعلاج قلة العدلات التي تسبب عزل عوامل الدم في الطحال [3]
- في GSD Ib ، قد يحدث انخفاض غير طبيعي في عدد الصفائح الدموية في الدم ، بسبب الاستخدام طويل الأمد لـ فيلغراستيم مما يؤدي إلى عزل الصفائح الدموية في الطحال [14]
- في GSD Ib ، فقر الدم ، بسبب الاستخدام طويل الأمد لـ فيلغراستيم الذي يتسبب في عزل الهيموجلوبين في الطحال ، ومن المحتمل أن يتفاقم بسبب مرض التهاب الأمعاء غير المنضبط [15]